# Quốc lộ 31
Quốc lộ 31 là tuyến đường liên tỉnh nối Lạng Sơn với Bắc Giang và nối các huyện ở phía Đông của Bắc Giang với nhau, được cải tạo năm 1995.
Quốc lộ 31 có tổng chiều dài 154 km. Điểm đầu tuyến tại ngã ba cửa khẩu Bản Chắt, xã Bính Xá, huyện Đình Lập, tỉnh Lạng Sơn. Điểm cuối tuyến tại Quán Thành, Xương Giang, thành phố Bắc Giang, trên Quốc lộ 1. Quốc lộ 31 đi qua Đình Lập – Sơn Động – Lục Ngạn – TX Chũ – Lục Nam – Lạng Giang – TP. Bắc Giang.
Quốc lộ 31 kết nối với Quốc lộ 4B tại thị trấn Đình Lập, với Quốc lộ 279 tại thị trấn An Châu (Sơn Động), với Quốc lộ 37 tại thị trấn Đồi Ngô (huyện Lục Nam), Quốc lộ 1 cũ và mới. 
Hiện nay, toàn bộ đoạn đường từ TP. Bắc Giang đến thị trấn Chũ (Lục Ngạn) đã được đổ Atphan tương đối đẹp, đoạn từ thị trấn Chũ đến hết huyện Sơn Động (Bắc Giang) và Đình Lập (Lạng Sơn) đang được mở rộng và dự tính đổ Atphan thay cho nền đường rải nhựa cũ đã xuống cấp.
Các tuyến xe Bus của công ty cổ phần xe khách Bắc Giang đi qua tuyến đường này:
- Tuyến 01: Bến xe TP. Bắc Giang – An Châu (Sơn Động)
- Tuyến 04: Bến xe TP. Bắc Giang – Kép (Lục Ngạn)
- Tuyến 05: Bến xe TP. Bắc Giang – TX Chũ